# Anantapur (Distrikt)
Der Distrikt Anantapur (Telugu: అనంతపురం జిల్లా) ist ein Distrikt des indischen Bundesstaates Andhra Pradesh. Verwaltungssitz ist die Stadt Anantapur.

## Geographie und Klima

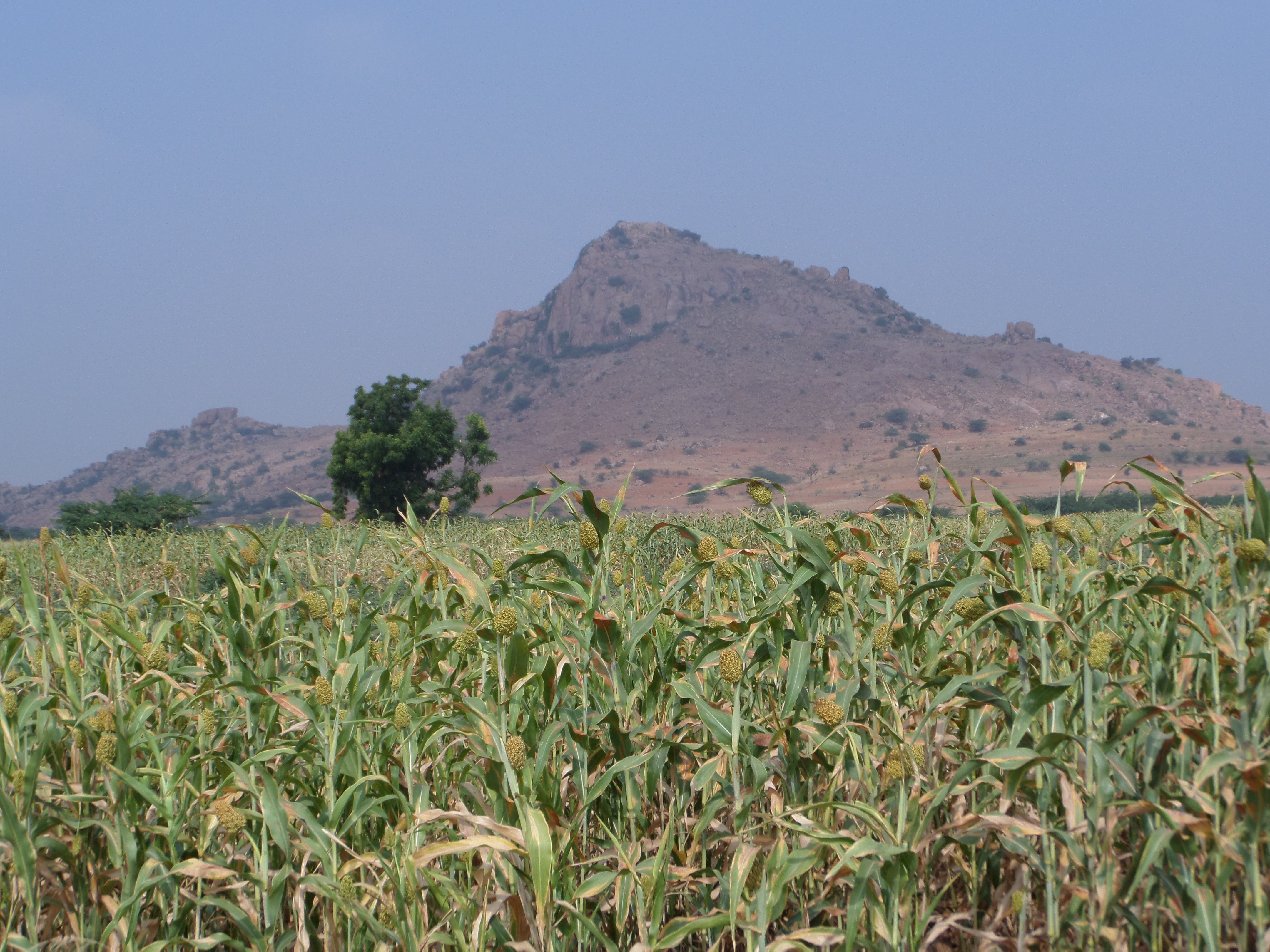
Perlhirse-Feld im Mandal Tadpatri

Der Distrikt liegt im Südwesten von Andhra Pradesh in der Großregion Rayalaseema. Die angrenzenden Distrikte in Andhra Pradesh sind im Norden Kurnool, im Nordosten Nandyal, im Osten YSR und im Süden Sri Sathya Sai. Im Südwesten und Westen grenzt der Distrikt an den Bundesstaat Karnataka (Distrikte Tumakuru und Chitradurga).
Geographisch gehört der Distrikt zur südlichen Dekkan-Hochebene. Biogeographisch können zwei Anteile unterschieden werden: im nördlichen Abschnitt herrschen dunkle Böden vor („black cotton soil“) und im Süden dominieren trockene, baumarme Gebiete mit roten, ertragsarmen Böden. Die mittlere Höhe über dem Meeresspiegel liegt bei etwa 400 Metern. Die wenigen verstreuten Waldgebiete sind hauptsächlich auf die Mutchukota- und Nagasamudram-Berge beschränkt. Erstere erreichen eine maximale Höhe von 585 Metern und letztere eine von 714 Metern. Wichtigster Fluss ist der Pennar, dessen Quelle in den Nandi-Bergen von Karnataka liegt und der den Distrikt in Süd-Nord-Richtung durchfließt. Ein weiterer größerer Fluss ist der Chitravathi, der ebenfalls von Süden in den Distrikt eintritt und dann nach Westen in den Distrikt Sri Sathya Sai abbiegt. Weitere Flüsse sind Pedda Hagari, Chinna Hagari, Tadakaleru und Pandameru.
Es herrscht ein relativ trockenes Klima mit einem Jahresniederschlag von etwa 508 mm. Davon entfallen etwa  315 mm (62 %) auf den Südwestmonsun (Juni bis September). Der Nordostmonsun (Oktober bis Dezember) bringt etwa 140 mm Niederschlag (27,6 %). Die übrige Jahreszeit ist sehr trocken. In den wärmsten Monaten März, April und Mai werden Maximaltemperaturen bis annähernd 40 °C erreicht und in den kältesten Monaten Dezember und Januar Minimaltemperaturen von ungefähr 17,5 °C.

## Geschichte

Distrikt Anantapur in Andhra Pradesh vor der Neugliederung 2022

Das Gebiet von Anantapur kam in den Mysore-Kriegen in zwei Verträgen vom 18. März 1792 (Vertrag von Seringapatam) und 22. Juni 1799 (Vertrag von Mysore) zunächst unter die Herrschaft des Nizams von Hyderabad, der es im Vertrag von Hyderabad vom 12. Oktober 1800 im Gegenzug für militärische und finanzielle Unterstützung dauerhaft an die Britische Ostindien-Kompanie abtrat. Die abgetretenen Gebiete („Ceded Districts“) wurden administrativ neu organisiert. 1807 wurde der Distrikt Bellary gebildet und 1882 entstand aus Teilen des Distrikts Bellary der Distrikt Anantapur. Im Jahr 1910 wurde der Distrikt durch Angliederung des Taluks Kadiri des Distrikts Cuddapah (Kadapa) vergrößert. Nach der Unabhängigkeit Indien 1947 kam er zum Bundesstaat Madras, gehörte dann 1953–1956 zum Bundesstaat Andhra und ab dem States Reorganisation Act 1956 zu Andhra Pradesh. 1956 wurde der Telugu-sprachige Taluk Rayadrug des Distrikts Bellary angegliedert. Die Fläche des Distrikts blieb danach längere Zeit konstant und wurde bei der Volkszählung 2011 mit 19.130 km² angegeben. Anantapur war zu diesem Zeitpunkt der flächenmäßig größte Distrikt von Andhra Pradesh.
Zum 4. April 2022 wurde eine umfassende Distrikt-Reorganisation in ganz Andhra Pradesh umgesetzt, wodurch sich die Zahl der Distrikte von 13 auf 26 verdoppelte. Der Distrikt Anantapur verkleinerte sich dadurch erheblich von 31 auf 19 Mandals. Die Distriktfläche reduzierte sich auf 11.359 km² und die Einwohnerzahl von 4.081.148 auf 2.359.130 (Volkszählung 2011).

## Bevölkerung
Der Distrikt in seinen neuen Grenzen ab 2022 hatte bei der Volkszählung 2011 2.359.130 Einwohner (1.193.474 männlich, 1.165.656 weiblich). 353.917 gehörten zu den registrierten unterprivilegierten Kasten (scheduled castes) und 74.533 zur registrierten indigenen Stammesbevölkerung (scheduled tribes, Adivasi). Die Alphabetisierungsraten (>6 Jahre) betrugen 56,63 % bzw. 64,60 % für die männliche und 48,46 % für die weibliche Bevölkerung. 753.354 Einwohner lebten in städtischen und 1.605.776 in ländlichen Siedlungen. Die Verteilung der Religionen war wie folgt: 2.097.380 Hindus, 234.491 Muslime, 15.583 Christen, 661 Sikhs, 229 Buddhisten, 1001 Jainas, 164 Andere, sowie 9621 ohne Angabe.
Die größten Städte bei der Volkszählung 2011 waren:
- Anantapur (334.456, Municipal Corporation)
- Guntakal (126.270, Municipality)
- Dharmawaram (121.874, ?)
- Gooty (48.658, Municipality)
- Uravakonda (35.565, ?)
- Rayadurg (61.749, Municipality)
- Kalyandurg (32.328, Municipality)

## Wirtschaft

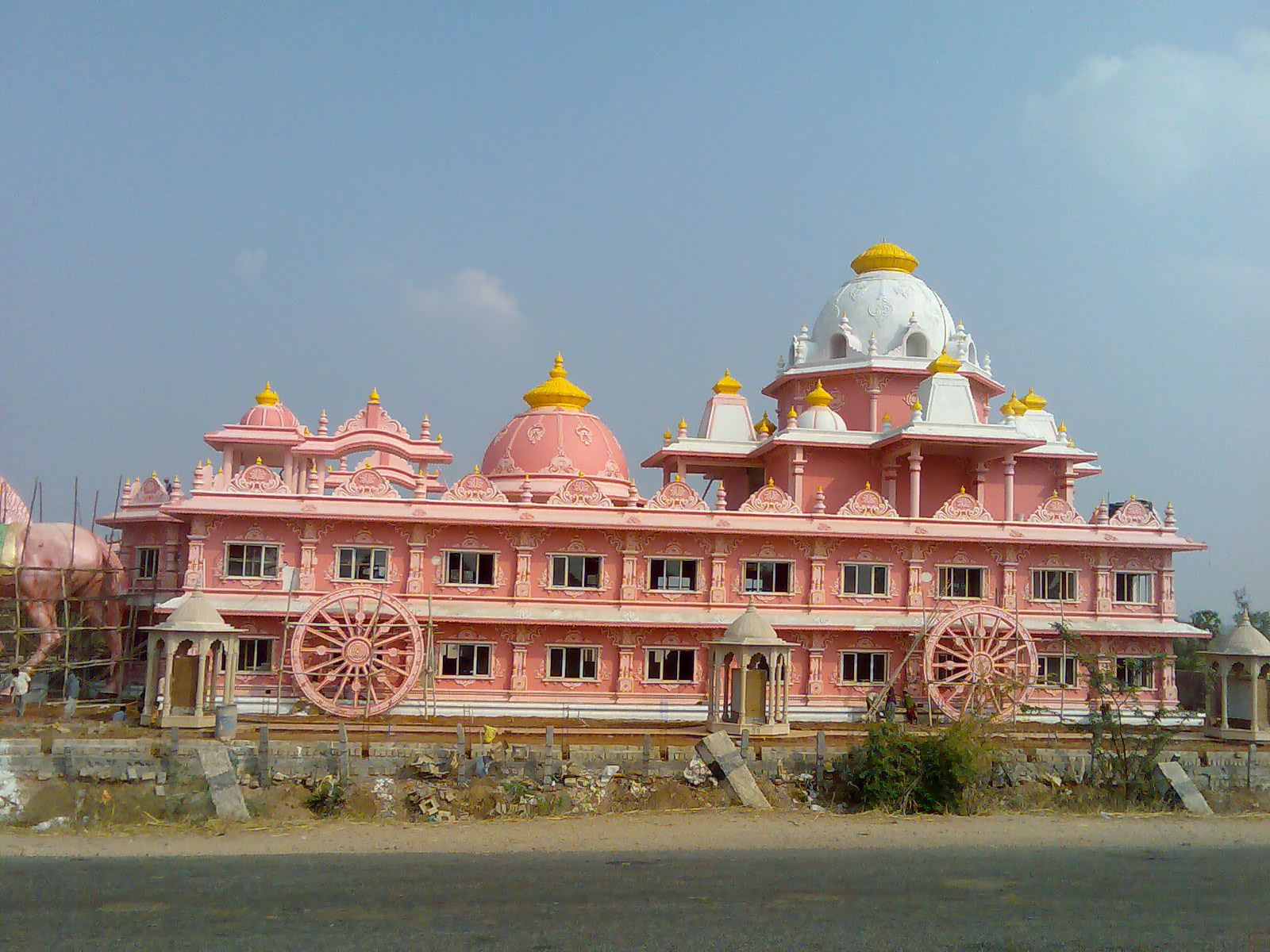
Tempel in Anantapur

Der Großteil der Bevölkerung ist in der Landwirtschaft beschäftigt. Wegen der geringen Niederschläge ist der Anbau schwierig. Hauptsächlich werden Erdnüsse, Sonnenblumen, Reis, Baumwolle, Mais, Straucherbsen (red gram), Ricinus communis und Zuckerrohr angepflanzt. Es gibt nur wenig Industrie, geringe Bodenschätze und Handel (vor allem mit Seide).